# Mîhailivka, Ciornobai
Mîhailivka (în ucraineană Михайлівка) este un sat în comuna Velîka Burimka din raionul Ciornobai, regiunea Cerkasî, Ucraina.

## Demografie
Componența lingvistică a localității Mîhailivka
     Ucraineană (98,24%)
     Rusă (1,41%)
     Alte limbi (0,35%)
Conform recensământului din 2001, majoritatea populației localității Mîhailivka era vorbitoare de ucraineană (98,24%), existând în minoritate și vorbitori de rusă (1,41%).